# یوهانس دورفلر
یوهانس دورفلر (انگلیسی: Johannes Dörfler؛ زادهٔ ۲۳ اوت ۱۹۹۶) بازیکن فوتبال اهل آلمان است.
از باشگاه‌هایی که در آن بازی کرده‌است می‌توان به باشگاه فوتبال دویسبورگ اشاره کرد.